# Elisa Klapheck
Elisa Klapheck (Düsseldorf, 10 december 1962) is een Duits-Nederlandse liberaal-joodse rabbijn. Haar moeder was Joods geboren in Rotterdam. Haar vader, de Duitse kunstenaar Konrad Klapheck (1935), was op latere leeftijd tot het jodendom overgegaan.
Van 2005 tot 2009 was Elisa Klapheck de eerste vaste rabbijn van de zelfstandige gemeente Beit Ha'Chidush in Amsterdam en daarmee de eerste vrouwelijke rabbijn in Nederland.  Sinds 2009 werkt zij in de Duitse stad Frankfurt am Main.